# In Salah
In Salah (en arabe : ان صالح, en berbère In ṣlāḥ) est une ville du Sud de l'Algérie, au cœur du Sahara algérien. Elle dépend administrativement de la wilaya d'In Salah créée en 2019. Elle était rattachée auparavant à la wilaya de Tamanrasset dont elle est une des communes les plus septentrionales.

## Géographie

### Localisation
In Salah est située dans le centre du Sahara algérien, le plus vaste désert chaud du monde, dans la dépression du Tidikelt.
| Aougrout (wilaya d'Adrar) | Hassi Gara (wilaya de Ghardaïa) | Hassi Messaoud (wilaya d'Ouargla) |
| In Ghar                   | In Salah                        | Foggaret Ezzaouia                 |
|                           | In Amguel                       |                                   |

### Géologie et relief
Avant la désertification du Sahara, ce site était entouré d'une grande forêt, aujourd'hui pétrifiée[réf. nécessaire].

### Climat
In Salah a un climat désertique chaud (Classification de Köppen BWh) typique de la zone saharienne hyper-aride et correspondant au Sahara central, caractérisé par un été torride très long et un hiver tiède, de très faible importance avec des journées chaudes et des nuits fraîches. C'est une ville saharienne au climat torride, avec une température moyenne annuelle de 27 °C (maxima moyen : 34,8 °C ; minima moyen : 19,2 °C) et une pluviométrie moyenne annuelle de 14 mm à peine. La pluie ne tombe pas tous les ans dans la région, mais elle se produit de préférence en automne (octobre, novembre) alors que le reste de l'année est presque complètement dénué de toute précipitation quelconque en moyenne. La température est caniculaire pendant de nombreux mois : In Salah est un des points les plus chauds des déserts du monde, et par conséquent du globe, puisque le thermomètre y affiche couramment 47 °C à 50 °C en été, les températures étant relevées à l'ombre. La zone située au cœur du Sahara algérien, délimitée par Adrar - Reggane - In Salah, est appelée le « triangle de feu » à cause des maxima quotidiens qui dépassent régulièrement 50 °C durant les mois les plus chauds. Au soleil, l'air est brûlant. L'hiver se caractérise par des journées chaudes et des nuits fraîches. Le ciel clair et la sécheresse absolue déterminent ce climat, un des plus durs du grand désert africain.
| Mois                              | jan. | fév. | mars | avril | mai  | juin | jui. | août | sep. | oct. | nov. | déc. | année |
| --------------------------------- | ---- | ---- | ---- | ----- | ---- | ---- | ---- | ---- | ---- | ---- | ---- | ---- | ----- |
| Température minimale moyenne (°C) | 7,2  | 9,6  | 14,2 | 18,1  | 23,3 | 27,5 | 30,6 | 30,2 | 26,7 | 21,3 | 13,1 | 8,9  | 19,28 |
| Température moyenne (°C)          | 14,7 | 17,2 | 22,4 | 26,6  | 31,4 | 35,7 | 38,5 | 37,8 | 34,3 | 28,8 | 20,6 | 16   | 27,05 |
| Température maximale moyenne (°C) | 22,2 | 24,9 | 30,5 | 35,2  | 39,6 | 43,8 | 46,4 | 45,3 | 41,9 | 36,2 | 28   | 23,2 | 34,83 |
| Précipitations (mm)               | 3,1  | 0    | 6,2  | 9     | 3,1  | 3    | 0    | 3,1  | 3    | 3,1  | 0    | 0    | 14,1  |
| Humidité relative (%)             | 41,3 | 35   | 27,2 | 22,8  | 17,9 | 13,1 | 11,9 | 12,4 | 16,2 | 23,5 | 30,9 | 41,9 | 24,51 |

## Urbanisme

### Localités de la commune
La commune contient deux localités : In Salah et Fouggaret Ezzoua.

## Transport
La ville est desservie par l'aéroport national d'In Salah situé à 7 km au nord-est de la ville.
La ville se trouve sur la route transsaharienne.

## Économie

### Ressources énergétiques

#### Pétrole
La région dispose d'un gisement important de pétrole et de gaz. Une entreprise franco-algérienne privée se charge de l'exploitation via Sonatrach. Celle-ci devrait démarrer d'ici 2019. Le coût du projet est estimé à 600 millions d'euros. L'entreprise a comme siège Oran en Algérie et Strasbourg en France.

#### Gaz de schiste
Le 27 décembre 2014, les autorités algériennes annoncent le lancement des premiers forages de gaz de schiste dans la région d’In Salah. Des manifestations d’habitants de la région, mécontents de ne pas avoir été consultés et inquiets des conséquences environnementales du projet, éclatent. Elles se poursuivent jusqu'en avril et sont violemment réprimées. En avril 2017, le ministre de l’Énergie, Noureddine Boutarfa, annonce l'abandon de l'exploitation du gaz de schiste en Algérie.

## Histoire

### Période pré coloniale
La région est habitée pour divers tribus sahariennes dont Ouled Sidi Cheikh, les Badjoudas ou les Châamba.

### Conquête de In Salah par la France en 1899
Bien qu'hésitante à étendre sa conquête au Touat, la France à la fin du XIXe siècle est soucieuse de préserver ses intérêts au Sahara et craint le soulèvements des tribus de la région proche, voire inféodée au Ouled Sidi Cheikh - Cheraga. C'est ainsi qu'elle prend l'oasis d'In salah en décembre 1899, ce qui permettra le lancement de la mission Flamand-Pein quelques mois plus tard. La mission entreprit la conquête du Tidikelt, oasis et territoires qui étaient dans la mouvance et sous la domination des Kel Ahaggar qui dominait politique, militairement et économiquement cette région.

## Culture
In Salah abrite une bibliothèque traditionnelle (dite khizana) qui comporte un riche patrimoine composé de plus de 1 800 manuscrits anciens dans des domaines variés comme la jurisprudence islamique (fikh), la médecine, l'astronomie ou la littérature arabe. Cette bibliothèque appartient au aârch (tribu) d'Ouled Belkacem El-Azzaoui.